# Fátima (Bahia)
Pour les articles homonymes, voir Fatima.
Fátima est une municipalité brésilienne de l'État de Bahia et la microrégion de Ribeira do Pombal.